# Chronologie de l'histoire de la ville de Naples

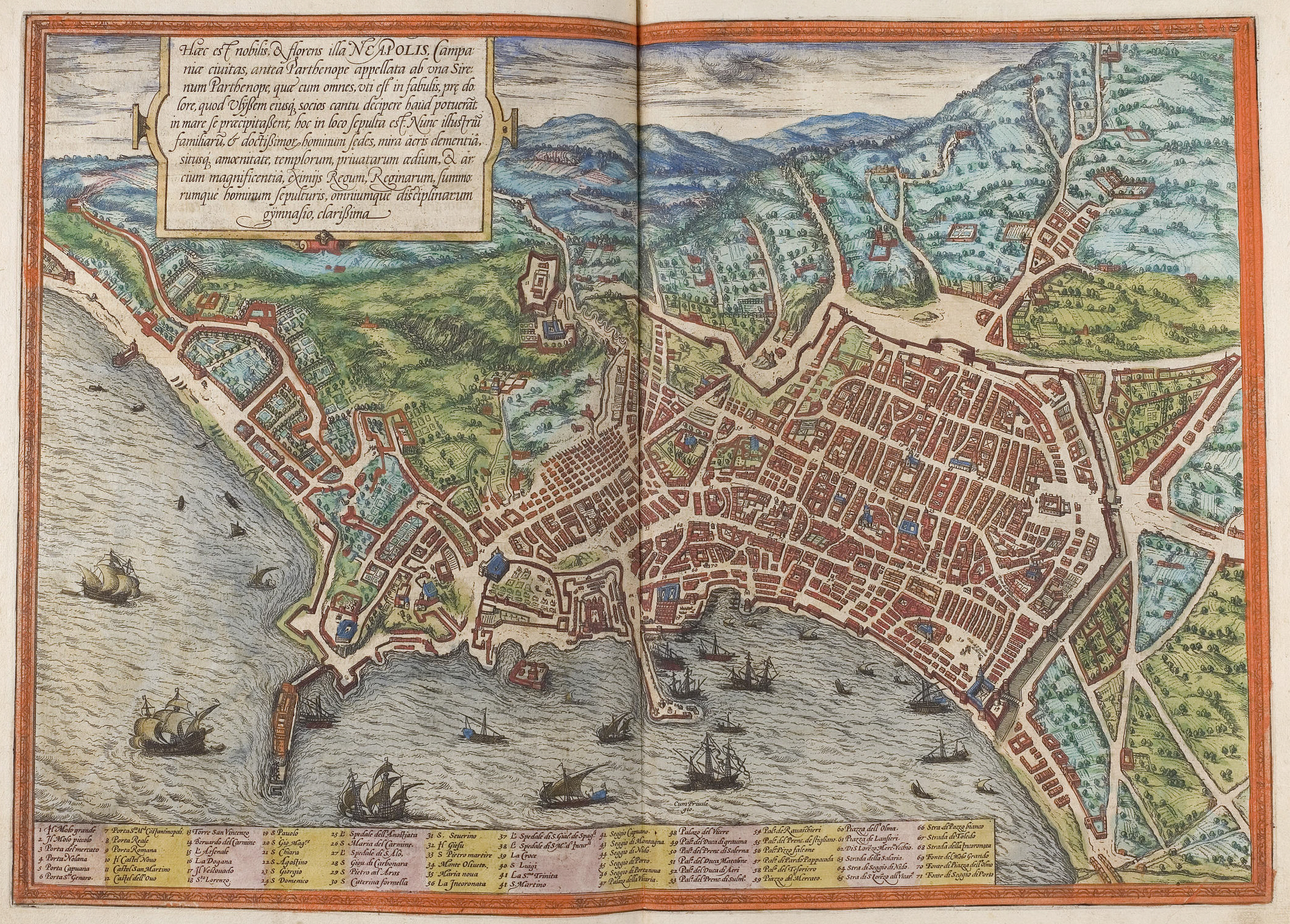
Carte de Naples, 1572

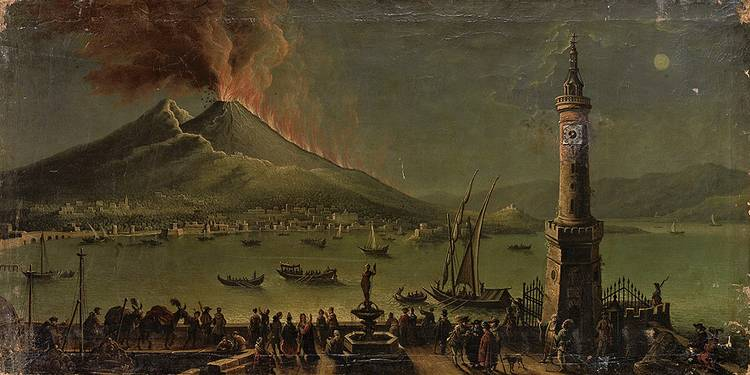
Un tableau du XVIIIe siècle représentant une éruption du Vésuve.

Ce qui suit est une chronologie de l'histoire de la ville de Naples en Italie. La région de Naples est habitée depuis le Néolithique. Les premières sources historiques de la région ont été laissées par les Mycéniens au IIe millénaire av. J.-C.. Au cours de son histoire, Naples a été conquise, détruite et attaquée à maintes reprises. La ville a connu des tremblements de terre, des éruptions volcaniques, des invasions étrangères et des révolutions. 

## Antiquité
- IIe millénaire av. J.-C. – premiers établissements mycéniens établis dans la région de Naples (Afragola)[1].

- VIIIe siècle av. J.-C. – Kyme (Cumes), établit un epineion (avant-port) nommé Parthénope[2].
- VIe siècle av. J.-C. – Parthénope est refondée sous le nom de Néapolis[3] (Nouvelle ville) : elle compte environ 8 000 habitants.
- IVe siècle av. J.-C. – Construction de l'aqueduc gréco-romain.
- - 327 av. J.-C. – Naples, défait par Rome, conclut une alliance avec Rome et entre dans sa sphère d’influence.
- Vers - 37 av. J.-C. – Crypta Neapolitana construite.
- 45 - Naissance du poète Stace, qui vécut également à Naples[4].
- 79 – Grande éruption du Vésuve : de nombreuses villes proches de Naples sont détruites (Pompéi, Herculanum,...).
- Vers 190 – Établissement du diocèse catholique de Naples[5].
- IIIe siècle – Catacombes de San Gennaro en activité.
- Vers 511 – Le dernier empereur romain d’Occident, Romulus Augustule, meurt emprisonné à Naples.

## Invasions
- 536 – Siège et prise de Naples par les Byzantins.
- 542–543 – Siège et prise de Naples par les Goths[4].
- 615 – Rébellion.
- 638 – Création du duché de Naples.
- 763 – Naples devient un duché indépendant.
- Années 830 – Naples est menacée par Sicard de Bénévent.
- Xe siècle – Établissement de l’archidiocèse catholique romain de Naples[5].
- 902 – Après de nombreux assauts, les Napolitains battent les Sarrasins sur le fleuve Garigliano.
- 1027-30 - Pandulf IV de Capoue au pouvoir[4].

## Le règne des Anjou

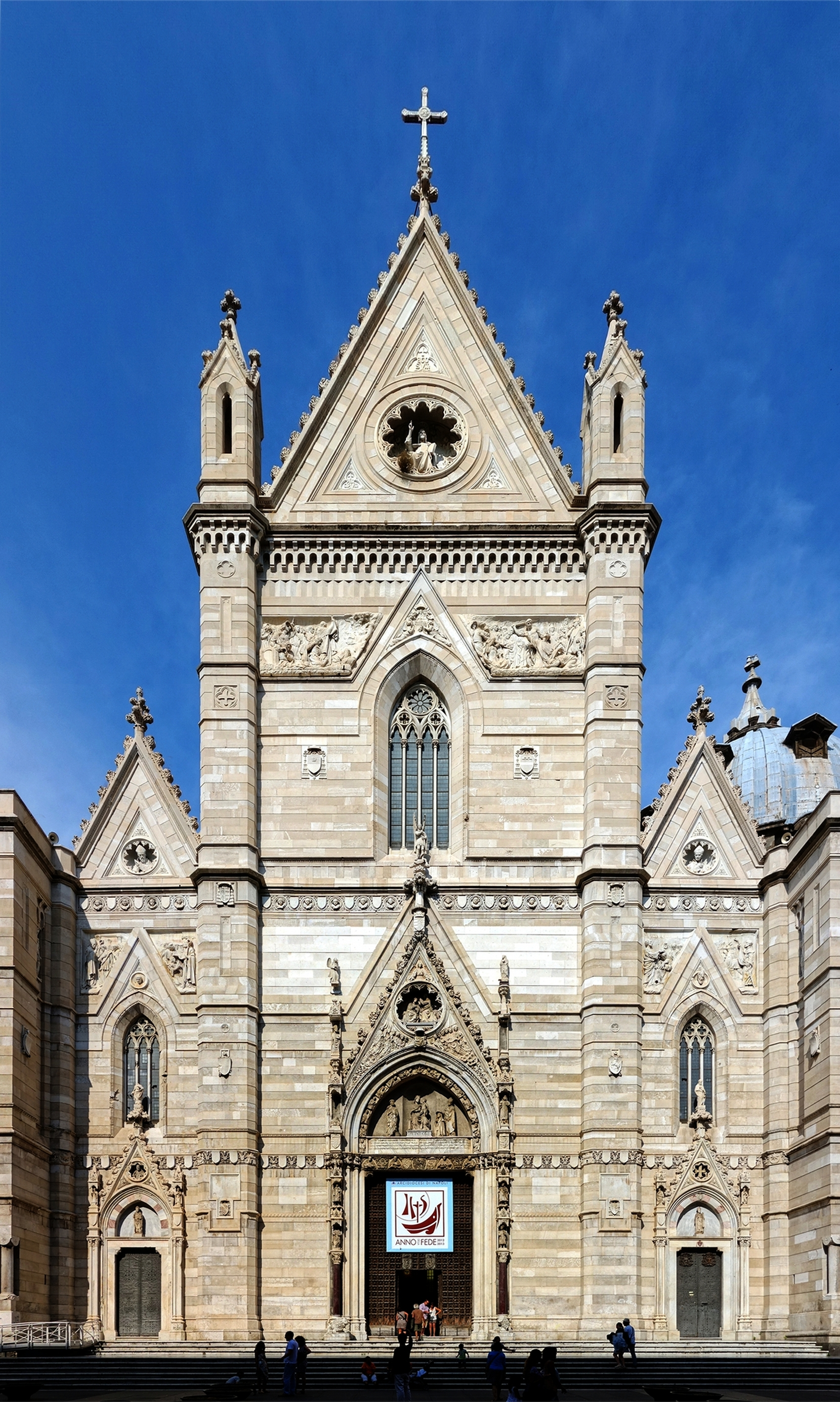
La cathédrale de Naples a été construite en 1313

- 1139 – Roger le Normand entre dans la ville.
- 1165 – Construction du premier château de Naples : Castel Capuano.
- 1191 – Naples résiste aux Souabes après un siège de mai à août. L'impératrice Constance est emprisonnée au Castel dell'Ovo après sa capture par les Siciliens jusqu'en 1192.
- 1194 – Naples est conquise par les Souabes.
- 1224 – Frédéric II fonde la première université d'Etat, l’université de Naples.
- 1266 – Charles d'Anjou prend le pouvoir. Naples devient la capitale du royaume de Sicile en remplacement de Palerme.
- 1278 - La ville compte 25 000 habitants.
- 1282 – Construction de la forteresse du Castel Nuovo sur le modèle du château d'Angers.
- 1309 – Robert d’Anjou est proclamé roi de Naples.
- 1313 – Construction de la cathédrale de Naples.
- 1340 – Achèvement de l'église Santa Chiara.
- 1343
  - La forteresse Sant'Elmo s'agrandit.
  - Pétrarque séjourne à Naples, au couvent de San Lorenzo.
  - Séisme.
- 1349 – Tremblement de terre.
- 1368 – Inauguration de la Certosa di San Martino.
- 1438 – René d’Anjou est roi de Naples.

## Période Aragonaise
- 1442 – Alphonse V d'Aragon conquiert Naples et chasse les Anjou. Naples devient la capitale de la Couronne d'Aragon[6].
- 1465 - Population estimée à 49 000 habitants.
- 1471 – Presse à imprimer en fonctionnement[7].
- 1484 – Construction de la porta Capuana et de la porta Nolana.
- 1485 – Ferdinand Ier de Naples empêche la révolte des barons.
- 1487 – Début de la construction de la Villa Poggio Reale par Alphonse II.
- 1495 – Charles VIII de France conquiert Naples.

## Période Espagnole
- 1503 – Naples est ajoutée à l’Empire espagnol.
- 1528 – Siège de Naples.
- 1532 – Don Pedro de Toledo est le nouveau vice-roi ; il favorise l’expansion de la ville.
- 1550 – La ville compte plus de 150 000 habitants.
- 1560 – Création de l’Academia Secretorum Naturae (société savante)[6].
- 1564 - Construction du Couvent Sant'Antonio a Port'Alba.
- 1584 – Construction en style Renaissance de l'église du Gesù Nuovo.
- 1600 – Début de la construction du Palais Royal de Naples.
- 1606 – Le Caravage arrive à Naples.
- 1620 – Teatro San Bartolomeo construit.
- 1630 – Achèvement de San Paolo Maggiore.
- 1631 – Violente éruption du Vésuve qui menace Naples qui est sauvée, en remerciement les Napolitains construisent la guglia di San Gennaro, patron de la ville.
- 1636 – Pont de Chiaia construit.
- 1639 – Signature du traité de Naples entre la Pologne et l’Espagne.
- 1647 – Rébellion contre le roi Philippe III et ses vice-rois ; création de la République napolitaine, puis suppression.

- 1650 

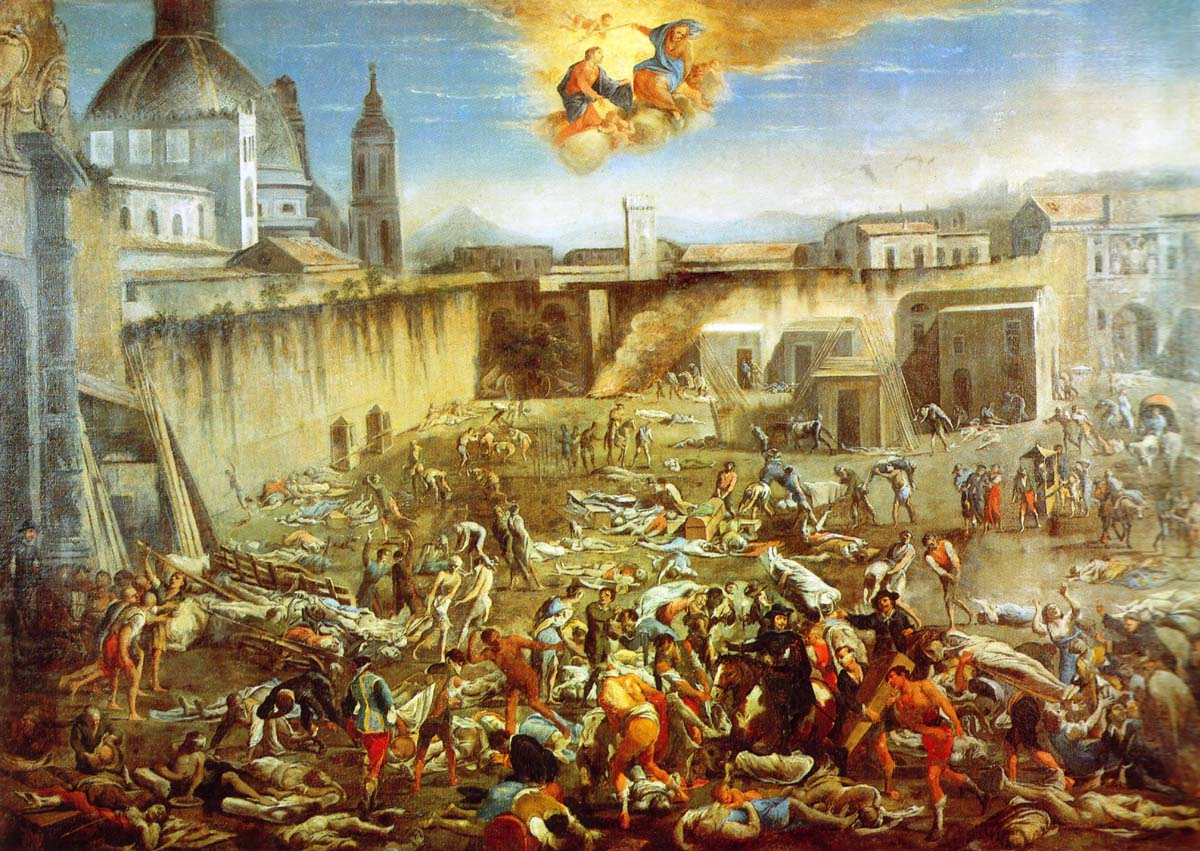
Gravure contemporaine de Naples pendant la peste de Naples en 1656

  - La population s'élève à 450 000 habitants, ce qui en fait une des villes les plus peuplées d'Europe aux côtés de Londres et Paris, et la plus grande ville de l'Empire espagnol.
  - Représentation de l'opéra La Didone[8].
- 1654 – Agrandissement du palais de l’Archevêché.
- 1656 - La grande épidémie de peste de Naples fait perdre à la ville le tiers de sa population. Ouverture du cimetière des Fontanelle.
- 1667 – Fondation de San Gennaro dei Poveri.
- 1680 – La ville ne compte plus que 200 000 habitants.
- 1694 – 28 janvier : Première de l'opéra Pirro e Demetrio d'Alessandro Scarlatti[9].

## XVIIIesiècle

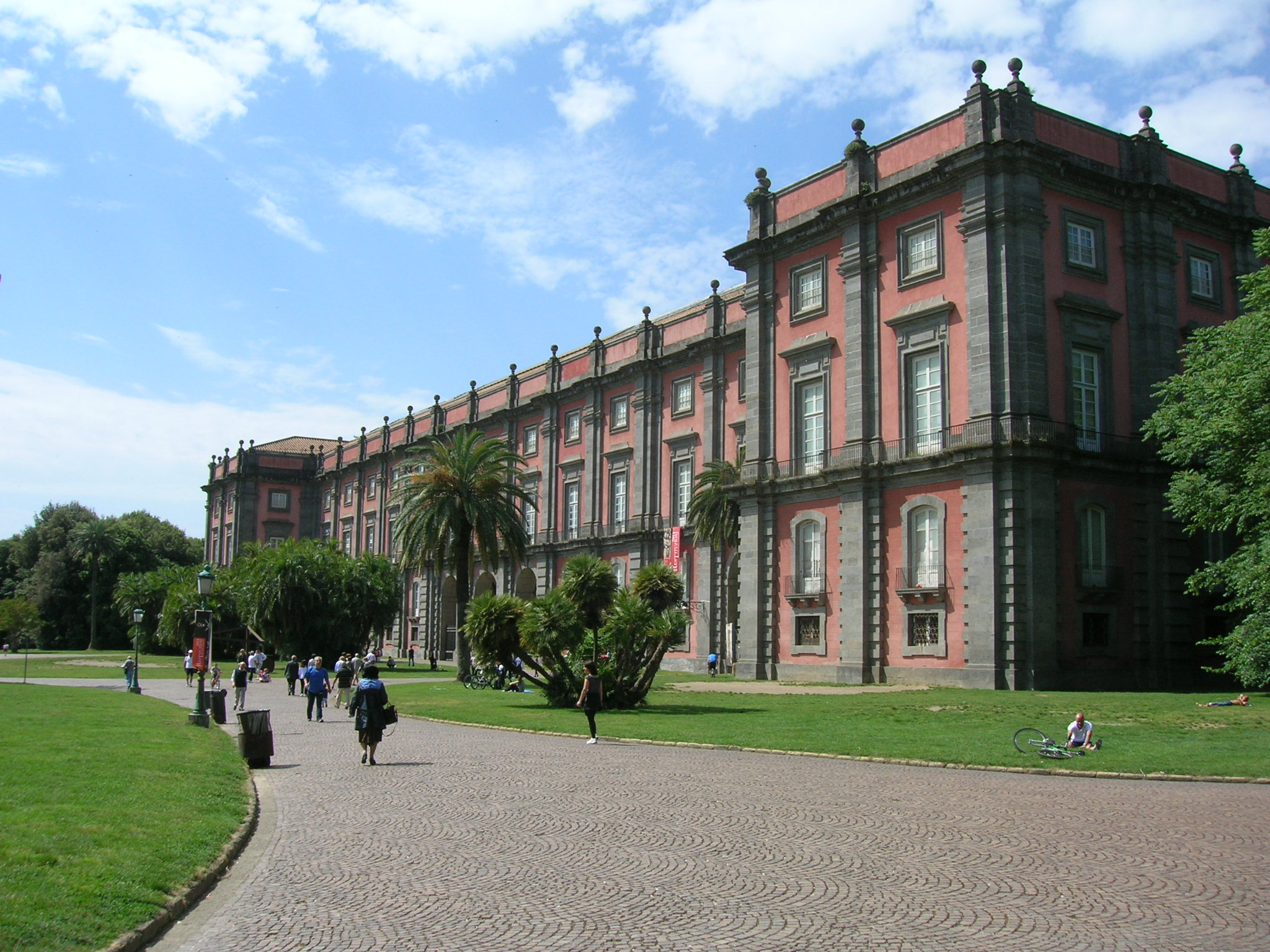
Le palais de Capodimonte a été construit en 1742

- 1707 – Naples est conquise par les Autrichiens.
- 1730 – Construction du palais Serra di Cassano.
- 1732 – Fondation de l’Institut chinois.
- 1734 – Charles de Bourbon est proclamé roi de Naples.
- 1737
  - Inauguration du Théâtre San Carlo[4], le plus grand opéra d'Europe.
  - Flèche de San Domenico érigée.
- 1738 – Redécouverte et fouilles d’Herculanum.
- 1742 – Construction du Palais royal de Capodimonte.
- 1743 – Création de la manufacture de porcelaine de Capodimonte.
- 1748 – La population est de 400 000 personnes.
- 1752 – Création de l'Académie des Beaux-Arts de Naples.
- 1753 – Construction du palais de Caserte par Charles III, se voulant le Versailles napolitain.
- 1759 – Charles abandonne le trône de Naples et retourne à Madrid pour prendre celui d’Espagne. Il est remplacé à Naples par son fils, Ferdinand IV.
- 1751 – Début de la construction de l'hôpital L'Albergo Reale dei Poveri.
- 1757 – Ouverture du Musée de Capodimonte.
- 1777 – L’Université est déplacée au Collegio dei Gesuiti qui sont expulsés du royaume ; l’ancien palais des Studi est transformé en musée par Ferdinando Fuga.
- 1778 – Construction du palais Doria d'Angri.
- 1779 – Ouverture du Teatro del Real Fondo di Separazione.
- 1780 - Construction de la Villa Comunale[4].
- 1787 – Fondation de la Real Accademia Militare (Ecole Militaire Royale), une des plus anciennes du monde.
- Années 1790 – Fondation de la Biblioteca Nazionale Vittorio Emanuele III[4].
- 1790 – Construction du Théâtre San Ferdinando.
- 1799 – Occupation française, fuite du roi et formation éphémère de la République parthénopéenne et de l’armée de Naples.

## Période Française
- 1804 – Ouverture de la Bibliothèque Royale de Naples.
- 1805 – Invasion anglo-russe.
- 1806 – Napoléon accorde le royaume de Naples à son frère Joseph.
- 1807 – Création du Jardin botanique[10].
- 1808 – Joachim Murat devient le nouveau roi de Naples. Il promeut des réformes administratives et des travaux publics.
- 1811 – Fondation du Musée zoologique.
- 1815 – Restauration de la dynastie des Bourbons. Murat est fusillé à Pizzo Calabro ; Ferdinand recouvre le trône qui est dénommé royaume des Deux-Siciles.

## Restauration monarchique des Bourbons
- 1816
  - La ville devient capitale du Royaume des Deux-Siciles.
  - Inauguration du Real Museo Borbonico (futur musée archéologique national)[11].
- 1819 
  - Ouverture de l'Observatoire astronomique de Capodimonte.
  - Construction de la Villa Floridiana.
- 1820 – Révolution de Juillet.
- 1821 – Adoption du drapeau de Naples aux couleurs rouge et jaune.
- 1825 - Fin de la construction du Palazzo San Giacomo.
- 1826
  - Établissement d'un cimetière anglais.
  - Construction de la Villa Pignatelli.
- 1835 – Première de l'opéra Lucia di Lammermoor de Donizetti[12].
- 1839 – La ligne de chemin de fer Naples - Portici, la première d’Italie, est inaugurée.
- 1841 – Création de l'Observatoire du Vésuve, plus vieil organisme volcanologique du monde.
- 1846 – Achèvement de la basilique San Francesco di Paola et de la place du même nom en style néoclassique.
- 1848 – Les mouvements révolutionnaires produisent un parlement et une nouvelle constitution, mais l’année suivante, le parlement est dissous.
- 1859 – François II est le dernier roi des Deux-Siciles.

## Naples italienne
- 1860 
  - Garibaldi entre à Naples : Plébiscite organisé le 21 octobre 1860 pour intégrer Naples au Royaume unifié d'Italie sous la Maison de Savoie.
  - Ouverture du Caffè Gambrinus.
- 1861 – La ville compte 480 000 habitants.
- 1862 - Construction de l'église anglicane[4].
- 1867
  - Construction de la gare centrale de Naples[4].
  - Création de la manufacture de porcelaine Majello.
- 1869 – Ouverture au public de la Villa Comunale.
- 1870 – Nombreuses révoltes contre l'État unitaire, notamment dans les campagnes. C'est le principe de la « question du Sud ».
- 1871 – Population : 490 743[13].
- 1872 – Ouverture de la Stazione Zoologica Anton Dohrn sur la biologie marine.
- 1874 – Mise en service du tramway de Naples.
- 1880 – Inauguration du funiculaire du Vésuve. Fondation du Club Africano di Napoli (plus tard Società africana d'Italia).
- 1882 – Ouverture du musée Filangieri.
- 1883 – Galleria Principe di Napoli (galerie marchande) construite.
- 1884 – Épidémie de choléra[4] : un an plus tard est proclamée la grande « Restauration de Naples », avec la restructuration de quartiers populaires et la création, entre autres, du Corso Umberto I et de la Galleria Umberto I.
- 1889 – Le premier funiculaire citadin est en fonction : le funiculaire de Chiaia relie le Vomero au centre-ville.

- 1890

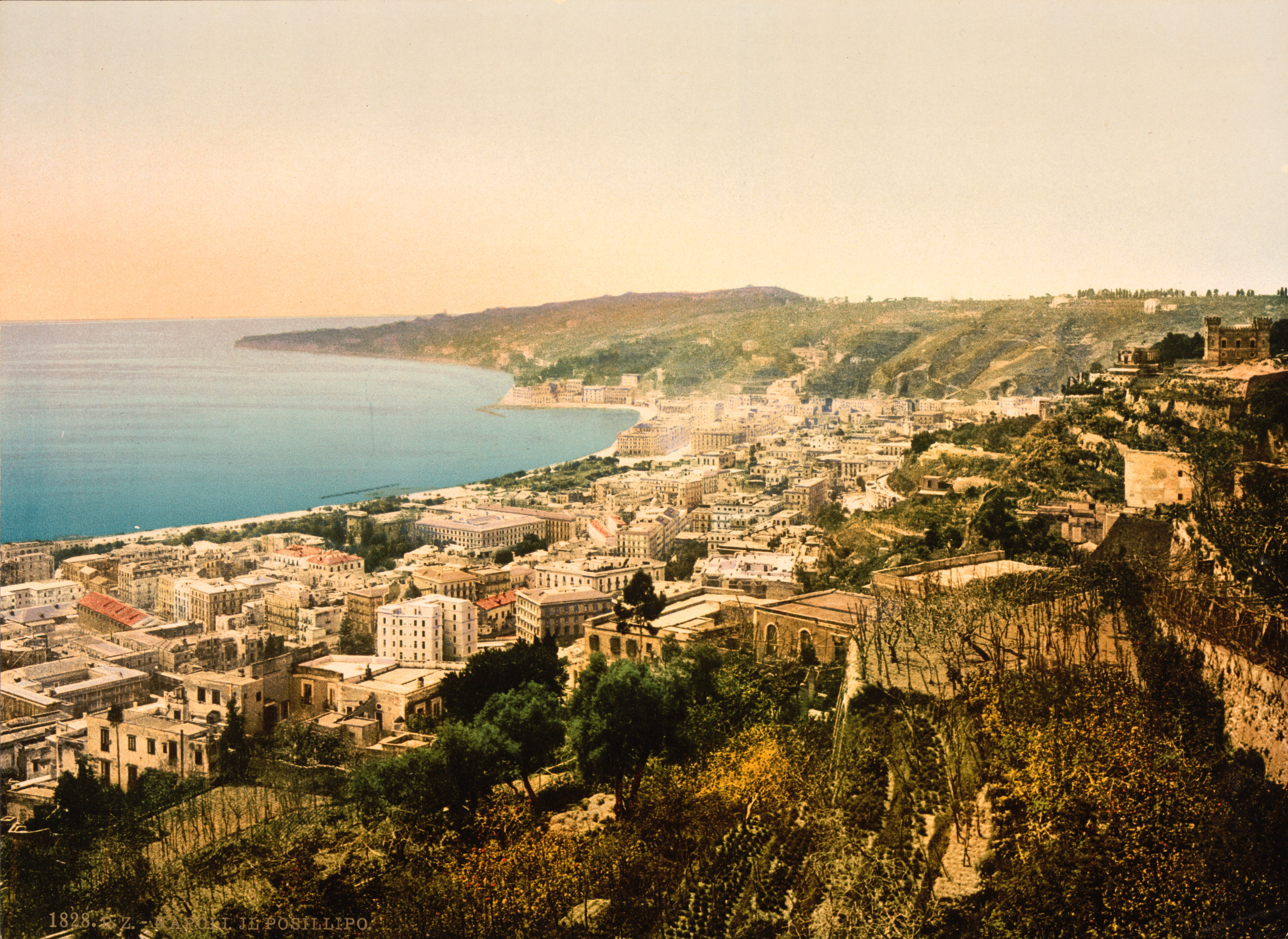
Naples dans les années 1890

  - Ouverture du premier tronçon de la Ferrovia Cumana.
  - Construction de la Galleria Umberto I[4].
- 1892 – Il Mattino commence la publication.
- 1897 – Population : 536 073[14].

## XXesiècle
- 1901 - Population : 620 000 habitants[4].
- 1906 – Le Vésuve entre en éruption.
- 1907 - Début de la construction de la ligne ferroviaire Rome-Formia-Naples.
- 1920 – Fondation de l'Université de Naples Parthenope.
- 1921 – La ville compte 860 000 habitants.
- 1925 
  - Ouverture de la ligne 2 du métro (la première en Italie).
  - Ouverture des gares de Mergellina et de Campi Flegrei.
- 1926 – Fondation du club de football SSC Napoli.
- 1928 – Inauguration du Funiculaire Centrale.
- 1929 – Naples accueille les Championnats du monde d’escrime de 1929.
- 1930 - Création du Parc Virgiliano à Mergellina.
- 1931 – Mise en service du funiculaire de Mergellina.
- 1935 – Ouverture de l'hippodrome d'Agnano.
- 1936 – Inauguration de la nouvelle Gare maritime de Naples.
- 1940 – Inauguration de la Mostra d'Oltremare, complexe de bâtiments d'expositions et de divertissements promu par le régime fasciste.
- 1940 à 1943 – Plusieurs bombardements touchent la ville.

- 1943

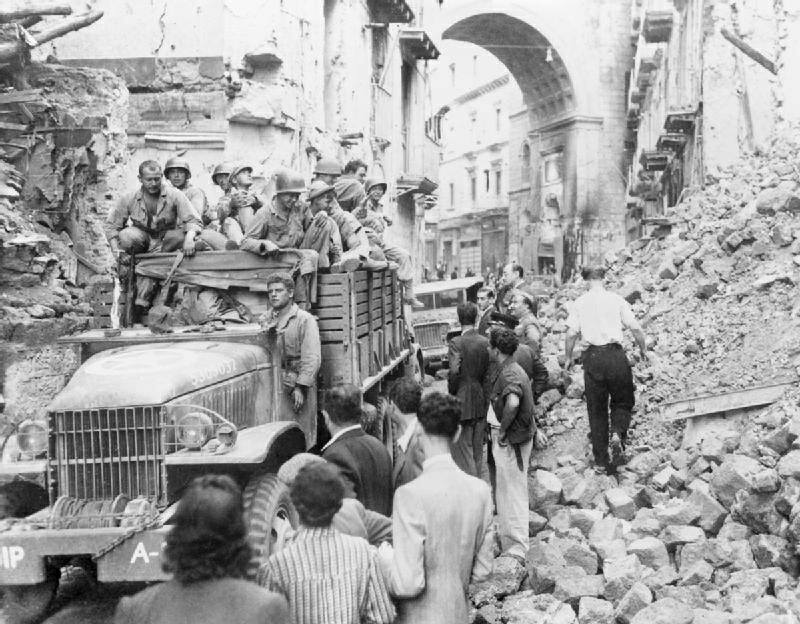
Quatre jours de Naples (1943)

  - Septembre – Lors de la «Rébellion des quatre jours » (Quattro Giornate di Napoli), les Napolitains repoussent les troupes allemandes hors de la ville et ouvrent les portes aux alliés.
- 1944 – Naples est occupée par les Américains. La même année, dernière éruption du Vésuve.
- 1945 – Eduardo De Filippo écrit la pièce Napoli milionaria!, son premier succès.
- 1949 – Ouverture au public du zoo de Naples.
- 1950 – L’aéroport de Naples opère des vols commerciaux.
- 1951 – La ville dépasse les 1 million d'habitants.
- 1954 – Naples accueille l’Exposition internationale de la navigation.
- 1957 – Inauguration du Musée national de Capodimonte réaménagé.
- 1959 – Ouverture du Stade San Paolo.
- 1960 - La gare centrale de Naples est reconstruite.
- 1963 – Le film Main basse sur la ville, dénonce le climat politique et social de l’époque.
- 1965 – Ouverture du parc d'attractions Edenlandia.
- 1969 – Naples co-organise l'EuroBasket 1969.
- 1971 – La population atteint son record historique avec 1 250 000 habitants dans la ville.
- 1975 – Construction des immeubles de Scampia.
- 1975 – Ouverture de l’autoroute de contournement ou périphérique de Naples (« tangenziale »), qui traverse la ville d’est (Capodichino) en ouest (Agnano, Pouzzoles).
- 1980 – Un fort tremblement de terre dont l’épicentre se situe en Irpinia endommage le patrimoine architectural et artistique de Naples (dont l'Albergo dei Poveri).
- 1981 – Enlèvement de Ciro Cirillo.
- 1982 – Inauguration du quartier d'affaires, le Centro Direzionale.
- 1987 – Le SSC Napoli remporte son premier championnat italien de football .
- 1988 – Attentat à la bombe.
- 1989 – Le SSC Napoli remporte la Coupe UEFA 1988-1989.
- 1990 – Le SSC Napoli remporte son deuxième championnat d'Italie de football. La ville accueille la Coupe du Monde de la FIFA.
- 1991 – Le Vésuve est classé Parc National.
- 1993 – La ligne 1 du métro de Naples entre en service.
- 1994 – La ville accueille le 20e sommet du G7 et donc des personnalités importantes, attirant l’attention des media. Cet événement contribue à susciter une relance de l’image de la ville.
- 1995 – Le Centre Historique de Naples est inscrit sur la liste du Patrimoine Mondial de l'UNESCO[15].
- 1995 – Construction de la tour Telecom Italia.
- 1996 – Fondation de la Città della Scienza.
- 1997 – Début de la publication du Corriere del Mezzogiorno.
- 2000 – Réouverture du Musée Secret du musée archéologique national.

## XXIesiècle
- 2001 – Ouverture du Musée des Bijoux en Corail.
- 2002 – Université de Naples L'Orientale active.
- 2002 – Création du parc submergé de Gaiola.
- 2005 – Ouverture du Musée d'Art contemporain Donnaregina et du Palais des Arts de Naples (PAN).
- 2006 – Début de la publication du journal Il Napoli.
- 2007
  - La ligne 6 du métro de Naples entre en service.
  - La guerre de la Camorra, la « crise des déchets », la recrudescence de la criminalité portent un nouveau coup à l’image de Naples dans le monde.
- 2009 - Ouverture de la ligne à grande vitesse Rome-Naples.
- 2011 – Luigi de Magistris devient maire.
- 2012
  - Le Nuovo Trasporto Viaggiatori (train) Milan-Naples entre en service[16].
  - Le Forum urbain mondial a eu lieu.
- 2017 - L'UNESCO annonce que L'art traditionnel des pizzaiuoli napolitains (qui font valser la pâte dans les airs) entre au patrimoine culturel immatériel de l'humanité.
- 2019 – Naples accueille l’Universiade d’été 2019[17].
- 2021 – Population : 920 000 habitants.
- 2027 – Naples accueille la compétition nautique de la Coupe de l'America[18],[19].

### Publications duXIXesiècle
- (en) A Geographical, Historical and Political Description of the Empire of Germany, Holland, the Netherlands, Switzerland, Prussia, Italy, Sicily, Corsica and Sardinia: With a Gazetteer, London, John Stockdale, 1800 (OCLC 79519893), « Naples »
- (en) Josiah Conder, Italy, vol. 33, London, J.Duncan, coll. « The Modern Traveller », 1834, « Naples »
- (en) Mariana Starke, Travels in Europe, Paris, A. and W. John Anthony Galignani, 1839, 9th éd., « Naples »
- (en) David F. Dorr, A Colored Man Round the World, Cleveland, Ohio, Printed for the Author, 1858 (OCLC 2475546), « Naples »
- J. Willoughby Rosse, Index of Dates ... Facts in the Chronology and History of the World, London, Henry George Bohn, 1859, « Naples »
- Dictionary of Greek and Roman Geography, London, John Murray, 1872, « Neapolis »
- John Ramsay McCulloch (Hugh G. Reid, ed.), A Dictionary, Practical, Theoretical, and Historical, of Commerce and Commercial Navigation, London, Longmans, Green, and Co., 1877
- Noah Brooks, The Mediterranean Trip, C. Scribner's Sons, 1895 (OCLC 1315401), « Naples »

### Publications duXXesiècle
- Italy from the Alps to Naples, Leipzig, List of Baedeker Guides, 1909, 2nd éd. (OCLC 400551), « Naples and its Nearer Environs » + 1867 ed.
- Eustace Neville-Rolfe, Naples, vol. 19, Britannica, 1910, 178–182
- Augustus J. C. Hare, Cities of Southern Italy, New York, Dutton, 1911, « Naples »
- Southern Europe, vol. 3, Fitzroy Dearborn, coll. « International Dictionary of Historic Places », 1996 (OCLC 31045650), « Naples »
- « Italy », St Martins Press, 1998 (ISBN 978-0-312-16895-7), p. 400+
- Naples, from Roman town to city-state, vol. 12, BSR, coll. « British School at Rome », 2002 (OCLC 495546269), « London »

### Publications duXXIesiècle
- « Naples » [archive du 12 juillet 2018], sur Understanding Slums: Case Studies for the Global Report 2003, United Nations Human Settlements Programme and University College London, 2003 (consulté le 13 octobre 2014)